# Usnulo ubojstvo
Usnulo ubojstvo (izdan 1976.) je kriminalistički roman Agathe Christie koji govori o Miss Marple.
Agatha je Usnulo ubojstvo napisala za vrijeme Drugog svjetskog rata kao završni roman o Miss Marple. Otprilike u isto vrijeme napisala je i Zavjesu, posljednji roman o Poirotu.

## Radnja
Giles i Gwenda Reed nedavno su stigli s Novog Zelanda i traže odgovarajuću kuću u Engleskoj. Hillside, viktorijanska vila s pogledom na Dillmouth, čini se idealnim izborom. No nedugo nakon što su se uselili, počinju se događati neobične stvari. Gwendu stalno progoni osjećaj da je tu već bila. Giles je u Londonu u posjetu daljem rođaku Raymondu Westu. Raymond je pak u gostima kod najdraže tete Jane Marple. Svi zajedno otiđu na kazališnu predstavu usred koje Gwenda počne vrištati i bezglavo pobjegne van. Kasnije te večeri govori gđici Marple o svojoj viziji kako stoji na stubištu u Hillsideu i gleda u truplo mlade Helen. Giles i Gwenda vraćaju se u Devon odlučni da dokuče tajnu Hillsidea. Gđica Marple, bojeći se posljedica, putuje s njima.